# Cylindrium elongatum
Cylindrium elongatum är en svampart som beskrevs av Bonord. 1851. Cylindrium elongatum ingår i släktet Cylindrium och familjen Nectriaceae.   Inga underarter finns listade i Catalogue of Life.